# Bartramia pilicuspis
Bartramia pilicuspis är en bladmossart som beskrevs av Theodor Carl Karl Julius Herzog 1916. Bartramia pilicuspis ingår i släktet äppelmossor, och familjen Bartramiaceae. Inga underarter finns listade i Catalogue of Life.